# Jupiter〜平原綾香ベスト〜
『Jupiter〜平原綾香ベスト〜』（ジュピター ひらはらあやかベスト）は、2008年2月13日にドリーミュージックよりリリースされた、日本の歌手、平原綾香のベストアルバム。

## 解説
- 2003年のメジャーデビュー曲である「Jupiter」からドラマタイアップのヒットナンバーの「明日」、「Eternally」、「今、風の中で」、そして2008年1月時点の最新シングル「星つむぎの歌」まで収録の、初のベストアルバム。
- 初回生産限定盤のみ、シングルのビデオクリップを収録したDVD付き。DVDには、「Jupiter」のPVの2008年スペシャルバージョンも収録。
- 初回特典の内容からシングル・ベストと誤解されがちであるが、アルバム収録曲、カップリング曲も収録されたアルバムである。逆にシングル曲「晩夏（ひとりの季節）」「Voyagers」「CHRISTMAS LIST」などは本アルバムには収録されていない。

## 収録曲
1. Jupiter
1stシングル
2. 明日
2ndシングル及び7thシングル
フジTV系ドラマ『優しい時間』主題歌
3. 今、風の中で
13thシングル
映画『マリと子犬の物語』主題歌
4. 誓い
10thシングル
NHK 2006年トリノオリンピック放送テーマソング
5. Eternally
8thシングル
映画『四日間の奇蹟』主題歌
6. 虹の予感
4thシングル
ドコモN506i CMソング
7. Re:PEPPER
1stアルバム『ODYSSEY』収録曲
8. あなたの腕のなかで
1stアルバム『ODYSSEY』収録曲
9. Smile
2ndアルバム『The Voice』収録曲
10. 星つむぎの歌
14thシングル
11. BLESSING 祝福
5thシングル
TOYOTA WISH CMソング
スペクタクル・ミュージカル『十戒』テーマソング
12. 君といる時間の中で
3rdシングル
TOYOTA WISH CMソング
13. mama（Orchestra version）
12thシングル『CHRISTMAS LIST』カップリング曲
14. シチリアーナ
5thアルバム『そら』収録曲
15. スタート・ライン
10thシングル『誓い』カップリング曲　
CBCラジオ・テレビ『子供を救おう! 未来を守ろう!』キャンペーンソング

### 初回特典DVD収録曲
1. Jupiter〜Image 2008〜
2. 今、風の中で
3. 心
4. いのちの名前 / 平原綾香 with 久石 譲
5. Hello Again, JoJo
6. Voyagers
7. Eternally
8. 誓い
9. 明日
10. CHRISTMAS LIST
11. Jupiter